# Organic Letters
Organic Letters（オーガニックレターズ、略称：Org. Lett.）は1999年に創刊された、アメリカ化学会が発行する有機化学系の学術誌。2018年の
インパクトファクターは6.555。
有機化学に関する幅広い研究報告が掲載される。2020年3月現在、編集責任者はスイス連邦工科大学チューリッヒ校のErick M. Carreiraが務める。
2014年にハイブリッドオープンアクセスに移行した。